# Frank Sinatra Jr.
Francis Wayne Sinatra, noto come Frank Sinatra Jr. (Jersey City, 10 gennaio 1944 – Daytona Beach, 16 marzo 2016) è stato un cantante e attore statunitense, secondogenito di Frank Sinatra e di Nancy Barbato, prima moglie di The Voice.

## Biografia
Nel dicembre 1963, all'età di quasi vent'anni, fu vittima di un sequestro lampo da parte di Barry Keenan, Johnny Irwin e Joe Amsler, durato 2 giorni. Il padre pagò un riscatto di 240.000 dollari.
Seguì professionalmente le orme paterne, diventando attore e poi direttore d'orchestra. Dal 1988 al 1995 accompagnò il padre nei concerti che si tennero in ogni parte del globo e nel 1994 duettò con lui nella canzone My Kind of Town, per l'album Duets II. Nel 2006 pubblicò un album intitolato That Face!.
Intraprese anche la carriera di attore, pur non paragonabile a quella di cantante. La sua ultima esperienza cinematografica risale al 2007 nel film Everything or Nothing, nel quale interpretò un giudice.
Una volta, nel 1963, Frank Sinatra, deluso da uno spettacolo del figlio Frank Jr., ebbe a dirgli dietro le quinte: «Non ti far sorprendere più da me a cantare in quel modo, senza entusiasmo».
Nel 1987 diventò padre di Michael Sinatra, e nel 1998 si sposò con Cynthia McMurrey, dalla quale si separò il 1º gennaio 2000.
È morto per un infarto il 16 marzo 2016, all'età di 72 anni, a Daytona, in Florida, il pomeriggio prima di un concerto, durante il tour per celebrare i 100 anni dalla nascita del padre. Dopo i funerali è stato cremato.

## Discografia
- Young Love For Sale (1965)
- The Sinatra Family Wish You A Merry Christmas (1968) - 4 tracce
- Spice (1971)
- His Way! (1972)
- It's Alright (1977)
- As I Remember It (1996)
- That Face! (2006)

### Contributi ad album di altri artisti
- Dora Hall - Once Upon A Tour (1971)
- Pat Longo's Super Big Band - Billy May For President (1983)
- Was (Not Was) - What Up, Dog? (1989)
- Gumby (1989)
- Frank Sinatra - Duets II (1994)
- Pat Longo Super Big Band - Here's That Swing Thing (1994)
- Louise Baranger Jazz Band - Trumpeter's Prayer (1998)
- Steve Tyrell - Songs of Sinatra (2005)

## Filmografia
- A Man Called Adam 1966 - Nella parte di Vincent
- Fuga dal mondo dei sogni (Cool World) 1992 - Nella parte di se stesso
- The Defenders Ep. 1,17 e 18 [2010-2011] - Nella parte di se stesso
- I Soprano (The Sopranos) - serie TV - episodio 2x06 (2000) - Nella parte di se stesso[6]

## Doppiatori italiani
Nelle versioni in italiano delle opere in cui ha recitato, Frank Sinatra Jr. è stato doppiato da:
- Carlo Marini ne I Soprano